# Legion d'Onore (Filippine)
La Legion d'Onore è un ordine cavalleresco filippino.

## Storia
L'onorificenza è stato fondata nel 1947.

## Classi
L'onorificenza dispone delle seguenti classi di benemerenza:
- Comandante Capo
- Comandante
- Ufficiale
- Legionario

| Nastri     |           |            |                 |
| Legionario | Ufficiale | Comandante | Comandante Capo |

## Insegne
- Il nastro è di colore rosso con tre fasce centrali, una blu e due bianche.

## Insigniti notabili
- Akihito
- Benigno Aquino III
- Benigno Aquino Jr.
- Douglas MacArthur
- Fidel Valdez Ramos
- Franklin Delano Roosevelt
- Gloria Macapagal-Arroyo
- Jaime Lachica Sin
- Sergio Osmeña
- Manny Pacquiao